# Нурек
Нурек (тадж. Норак) — місто в Таджикистані з населенням 27,2 тис. Місто було створено 1960 року як супутник Нурецької ГЕС.

## Історія
Хоча на цьому місці віддавна існував кишлак Нурек, який власне і дав назву місту, будівництво розпочалося в 1960 році. Водночас здійснювалось будівництво Нурецької ГЕС яка стала найбільшою в Центральній Азії. 16 грудня 1960 року Нурек отримав статус міста. 

### Нурецька ГЕС
Містоутворюючим підприємством Нурека є ГЕС. Будівництво Нурецької ГЕС розпочалось 1960 року, перший агрегат був зданий в експлуатацію 15 листопада 1972 року, а останній – в грудні 1979 року. Також у 1972 році почалось заповнення Нурецького водосховища. 

## Соціальна сфера
У місті діє міська лікарня, центр здоров'я, 3 сільських центри здоров'я, 13 медпунктів, санітарно-епідеміологічна станція, центр дитячих хвороб, центр розвитку здорового способу життя, центр імунізації та центр боротьби з туберкульозом.

## Клімат
Місто знаходиться у зоні, котра характеризується середземноморським кліматом. Найтепліший місяць — липень із середньою температурою 25.6 °C (78.1 °F). Найхолодніший місяць — січень, із середньою температурою 0.3 °С (32.5 °F).
| Клімат Нурека           | Клімат Нурека | Клімат Нурека | Клімат Нурека | Клімат Нурека | Клімат Нурека | Клімат Нурека | Клімат Нурека | Клімат Нурека | Клімат Нурека | Клімат Нурека | Клімат Нурека | Клімат Нурека | Клімат Нурека |
| Показник                | Січ.          | Лют.          | Бер.          | Квіт.         | Трав.         | Черв.         | Лип.          | Серп.         | Вер.          | Жовт.         | Лист.         | Груд.         | Рік           |
| Середня температура, °C | 0,3           | 2,2           | 7,7           | 14            | 18,1          | 23,1          | 25,6          | 24            | 19,3          | 13,7          | 8,1           | 3,4           | 13,3          |
| Норма опадів, мм        | 71.7          | 84.1          | 120.5         | 115           | 84.5          | 12.1          | 5.6           | 1             | 2.9           | 36            | 49.3          | 64.4          | 647.1         |
| Днів з опадами          | 9,7           | 11,1          | 13,8          | 12,7          | 10,6          | 3,3           | 1,7           | 0,6           | 1,1           | 5,2           | 6,8           | 9,5           | 86,1          |
| Вологість повітря, %    | 70.2          | 68.8          | 65.2          | 61.8          | 55.2          | 41.3          | 37.2          | 38.3          | 41            | 50.8          | 59.1          | 67.4          | 54.7          |
| ----------------------- | ------------- | ------------- | ------------- | ------------- | ------------- | ------------- | ------------- | ------------- | ------------- | ------------- | ------------- | ------------- | ------------- |
| Джерело: Weatherbase    |               |               |               |               |               |               |               |               |               |               |               |               |               |